# Szpital Św. Ducha w Sierakowie
Szpital Św. Ducha w Sierakowie – zabytkowy budynek mieszkalny, położony w Sierakowie, w zachodniej części woj. wielkopolskiego, pełniący w wieku XIX funkcję szpitala. W chwili obecnej budynek pełni funkcję domu mieszkalnego z możliwością wynajmu pod działalność gospodarczą.